# Bowman (Geòrgia)
Bowman és una població dels Estats Units a l'estat de Geòrgia. Segons el cens del 2000 tenia 898 habitants.

## Demografia
Segons el cens del 2000, Bowman tenia 898 habitants, 377 habitatges, i 243 famílies. La densitat de població era de 134,9 habitants per km².
Per edats la població es repartia de la següent manera: un 24,4% tenia menys de 18 anys, un 9,4% entre 18 i 24, un 26,9% entre 25 i 44, un 24,4% de 45 a 60 i un 14,9% 65 anys o més.
L'edat mediana era de 38 anys. Per cada 100 dones de 18 o més anys hi havia 87,1 homes.
La renda mediana per habitatge era de 24.083 $ i la renda mediana per família de 33.542 $. Els homes tenien una renda mediana de 30.714 $ mentre que les dones 23.750 $. La renda per capita de la població era de 14.584 $. Entorn del 22% de les famílies i el 24,2% de la població estaven per davall del llindar de pobresa.

## Poblacions més properes
El següent diagrama mostra les poblacions més properes.